# شاهزاده خانم رؤیاها (فیلم)
شاهدخت رؤیاها  (به هندی: Raja Ko Rani Se Pyar Ho Gaya) یا شاه عاشق ملکه شد فیلمی محصول سال ۲۰۰۰ و به کارگردانی تی.کی. راجیو کومار است. در این فیلم بازیگرانی همچون آرویند سوامی، مانیشا کویرالا، جنیفر وینگت، سوشما ست و تانوی عظمی ایفای نقش کرده‌اند.